# Tim Hübschle

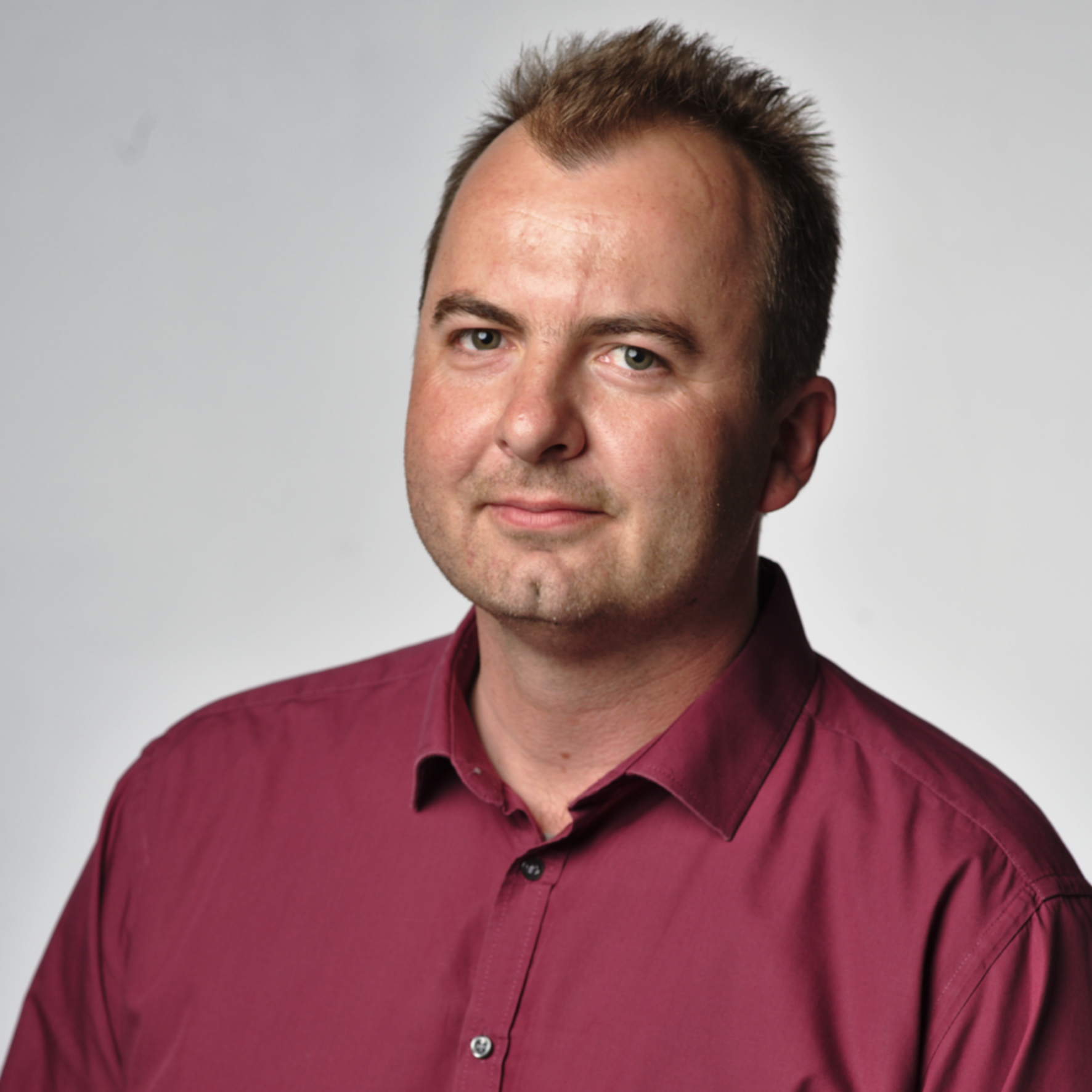
Tim Hübschle

Tim Hübschle, auch Tim Huebschle (* 24. Mai 1978 in Reutlingen), ist ein namibischer Drehbuchautor, Regisseur und Filmproduzent.
Hübschle wurde in Deutschland geboren, wuchs in Namibia auf und ging in Windhoek zur Schule. Er studierte anschließend deutsche und englische Literatur an der Universität Kapstadt in Südafrika. Seine Eltern sind die Politikerin Michaela Hübschle und der Veterinär Otto Hübschle.

## Karriere
Während des Studiums entdeckte Hübschle seine Leidenschaft für Filme. Er begann im Jahr 2000 in Berlin mit der Entwicklung und Produktion von Kurzfilmen. 2003 kehrte er nach Namibia zurück und erhielt ein Budget für die 13-teilige Dokumentation Savanna Stories, die im Fernsehprogramm der Namibian Broadcasting Corporation ausgestrahlt wurde. Ab 2005 arbeitete Hübschle als Regisseur für zahlreiche Kurzfilme, Dokumentationen, Musikvideos und Werbefilme.
2013/14 zeichnete er als Regisseur für elf Folgen der ARD-Serie Das Waisenhaus für wilde Tiere verantwortlich. Von 2015 bis 2019 arbeitete er an seinem ersten Spielfilm mit dem Namen #LANDoftheBRAVEfilm.
Hübschle erhielt zahlreiche nationale und internationale Auszeichnungen.

## Filmografie (Regisseur)
- 2019: #LANDoftheBRAVEfilm (Spielfilm)
- 2017: Faces of Africa: Nikhita's Dancing Feet (Fernsehdokumentation)
- 2017: Another Sunny Day (Kurzdokumentation)
- 2017: Oom Land (Kurzdokumentation)
- 2012: Dead River (Kurzfilm)
- 2011: Looking for Iilonga (Kurzfilm)
- 2011: Das Waisenhaus für wilde Tiere (Fernsehserie; 11 Folgen)
- 2010: Orange Juice (Kurzfilm)
- 2009: Time (Kurzfilm)
- 2009: Rider Without A Horse (Kurzfilm)
- 2007: Beef (Kurzfilm)
- 2007: 100 Years of Etosha (Kurzdokumentation)
- 2004/05: Savanna Stories (Fernsehdokumentation, 6 Folgen)